# War Machine
War Machine, il cui vero nome è James Rupert "Rhodey" Rhodes, è un personaggio dei fumetti, creato da David Michelinie (testi) e Bob Layton (disegni), pubblicato dalla Marvel Comics. La sua prima apparizione avviene in Iron Man (vol. 1) n. 118 (gennaio 1979), sebbene la sua caratteristica armatura esordisca solo in seguito, ad opera di Len Kaminski (testi) e Kevin Hopgood (disegni), in Iron Man (vol. 1) n. 282 (luglio 1992).
Il tenente (poi tenente colonnello) dei marine Rhodey Rhodes è il miglior amico di Tony Stark (Iron Man) che, oltre che compagno di numerose avventure, ne diviene anche il sostituto durante il periodo in cui il miliardario cade nell'alcolismo.

## Biografia del personaggio

### Origini
Nato a Filadelfia, Pennsylvania, da Terrence e Roberta Rhodes, James ha una sorella maggiore, Jeanette, ed una nipote, Lila. Divenuto adulto si arruola negli United States Marine Corps, dove ottiene il grado di tenente.
Anni dopo, mentre è impegnato in un conflitto nel Sudest Asiatico, il suo elicottero viene abbattuto da un Viet Cong; sopravvissuto allo schianto fugge attraverso la giungla imbattendosi nell'industriale Tony Stark, appena fuggito dalla prigione del signore della guerra vietnamita Wong Chu.
I due, collaborando, riescono a sconfiggere un gruppo di Viet Cong, a rubare un elicottero in una base aerea vietnamita e a ritornare alla più vicina base americana.
Prima di separarsi, Stark offre a Rhodey un lavoro alle Stark Industries come suo pilota personale, tuttavia l'uomo decide di accettare tale incarico solo dopo la fine della Guerra del Vietnam ed aver tentato varie altre carriere, tra cui il settore mercenario.
Col tempo Rhodey diventa uno dei migliori amici di Stark, nonché uno dei pochi al corrente della sua identità di Iron Man, che aiuta a combattere la Roxxon Oil Company, Justin Hammer e Obadiah Stane.

### Iron Man
Quando Stane si impossessa delle industrie Stark, Tony cade nell'alcolismo e diventa incapace di vestire i panni di Iron Man, motivo per il quale Rhodey (istruito sul funzionamento dell'armatura dallo scienziato Morley Erwin) diviene il nuovo Iron Man affrontando Magma, Thunderball, l'Uomo Radioattivo, il Mandarino e lo Zodiaco.
Inoltre, dopo che Tony riesce a smettere di bere rimettendosi in piedi, avvia insieme a Erwin, sua sorella Clytemnestra e lo stesso Rhodey, una piccola ditta di componenti elettronici a Silicon Valley, la Circuits Maximus
In seguito, non volendo riprendersi l'armatura lascia che Rhodes continui a essere Iron Man, divenendo alleato dei Vendicatori della Costa Ovest e partecipando delle Guerre Segrete. Contemporaneamente però, inizia a soffrire di forti emicranee dovute all'uso prolungato dell'armatura (i componenti cibernetici del casco sono calibrati per il cervello di Stark).
Tale condizione degenera in un brusco cambiamento emotivo che lo porta a diventare violento e paranoico, tanto da mettere in pericolo le vite di alcuni innocenti, cosa che spinge Stark a riassumere il ruolo di Iron Man e porre freno alla follia dell'amico che, vergognandosi, restituisce l'armatura e si reca in pellegrinaggio dallo Sciamano per curarsi dal mal di testa.
Fatto ritorno alla Circuits Maximus, Rhodes resta coinvolto nell'esplosione di una bomba di Stane all'interno della società finendo all'ospedale, mentre Erwin vi trova la morte.
Dopo lo scontro finale tra Stark e Stane, e la conseguente morte di quest'ultimo, le Stark Industries ritornano in mano del loro proprietario originale, il quale offre a Rhodey la possibilità di operare come secondo Iron Man assieme a lui. Ma questi, ritenendo che un secondo supereroe in armatura sia superfluo e mantenendo una certa riluttanza ad indossare nuovamente l'armatura, rifiuta; in seguito sarà comunque costretto ad indossarla nuovamente.

### War Machine
Dopo l'apparente morte di Tony, Rhodey viene nominato amministratore delegato delle Stark Industries. Dopo la sua ricomparsa Rhodey, furioso, lo abbandona, non prima tuttavia che il miliardario gli consegni l'armatura "Variable Threat Response Battle Suit, Model XVI, Mark I", costruita tempo prima e ideata apposta per Rhodey.
Assunta l'identità di War Machine, Rhodes intraprende dapprima la carriera di supereroe solitario, per poi tornare a collaborare sia con i Vendicatori della Costa Ovest, sia con l'organizzazione per limitare gli abusi dei diritti umani, nota come Worldwatch Incorporated. Contribuisce così alla liberazione dello Stato africano dell'Imaya dalla dittatura, grazie anche all'appoggio dello S.H.I.E.L.D..
Divenuto direttore esecutivo di Worldwatch, Rhodey si riappacifica finalmente con Tony, dopo averlo assistito in un nuovo scontro con il Mandarino.

### Eidolon Warwear

Rhodey con indosso la Eidolon Warwear, disegni di Jim Calafiore

Continuando le sue avventure in solitaria assieme a Worldwatch, Rhodey ha modo di fare un viaggio nel tempo che lo porta a combattere al fianco di Nick Fury, Capitan America, Bucky e gli Howling Commandos nella seconda guerra mondiale dopodiché, una misteriosa aliena di nome Skye gli consegna un nuovo costume da guerra: la "Eidolon Warwear" dicendogli solo che "ne ha bisogno". Alleatosi dunque con la Vedova Nera, U.S. Agent e Occhio di Falco affronta dunque Tony Stark, caduto sotto il controllo di Immortus e, dopo che questi si sacrifica nella battaglia finale sul satellite Starcore per permettere ai Vendicatori di sconfiggere l'entità che lo possiede, Rhodey si dimette dalla carica di direttore di Worldwatch per fare ritorno all'industria dell'amico, nel frattempo comprata dal colosso giapponese Fujikawa, e, proprio nel tentativo di impedire che questi si impossessino della tecnologia dell'amico, Rhodey compie una missione di sabotaggio che lo porta a perdere la nuova armatura.
Abbandonata la carriera supereroeistica, Rhodes ritorna alla vita civile e mette in piedi una sua azienda: la Rhodes Recovery investendo inoltre nel gruppo Grace & Tumbalt, che aiuta i poveri nelle periferie delle grandi città, sebbene in seguito li scopra essere in realtà corrotti ed indirettamente responsabili della morte di sua sorella Janette poiché rifornitori di armi e droga delle varie gang cittadine. Tali avvenimenti lo portano ad unirsi a un gruppo di vigilanti urbani chiamato The Crew.
Qualche tempo dopo un suo ex-commilitone, Parnell Jacobs, entra in possesso di alcuni frammenti dell'armatura originale di War Machine e ne costruisce una propria versione al fine di servirsene per entrare alle dipendenze di Madame Minaccia come mercenario.
Dopo gli eventi della Decimazione viene assoldato dalla O*N*E (un'organizzazione governativa che tutela i mutanti) come istruttore dei cadetti della Squadra Sentinelle, ma lascia tale posizione non appena gli viene richiesto di catturare il vecchio amico Pantera Nera poiché dettosi contrario all'Atto di Registrazione dei Superumani.

### L'Iniziativa e Secret Invasion
Gravemente danneggiato dopo aver salvato la vita di un uomo rimanendo coinvolto in un'esplosione a Dubai, Rhodey viene salvato da Stark tramite l'innesto di varie componenti cibernetiche e, tornato a vestire i panni di War Machine, aderisce all'Iniziativa dei 50 Stati diviene uno degli istruttori di Camp Hammond, il campo di addestramento per supereroi voluto da Tony Stark. Assieme alle sue reclute prende parte alla guerra derivante dall'invasione segreta degli Skrull ma è costretto alla ritirata dopo una battaglia col barone Von Blitzschlag.
Successivamente affronta un intero plotone di Skrull nello spazio a bordo di un satellite occultato.

### Dark Reign

War Machine, disegni di Leonardo Manco.

Quando Norman Osborn subentra a Stark come direttore dello S.H.I.E.L.D., Iron Man diviene l'uomo più ricercato del mondo e, di conseguenza affronta in battaglia War Machine di modo da mostrare pubblicamente a Osborn che Rhodey non lo sta appoggiando in alcun modo, evitando così ripercussioni sull'amico, la cui coscienza viene, nel frattempo, trasferita in un corpo clonato. Dopo la caduta dell'H.A.M.M.E.R. di Osborn, War Machine è tra gli eroi presenti al capezzale di Tony quando questi viene risvegliato dal coma.

### Iron Man 2.0
Dopo aver brevemente militato nei Vendicatori Segreti, Rhodey veste nuovamente i panni di Iron Man nel periodo in cui Tony è intento a pianificare una strategia volta a porre fine agli attacchi mirati del Mandarino; tornando poi ad operare sotto il governo nel Dipartimento della Difesa degli Stati Uniti d'America in qualità di collegamento tra Stark e gli Stati Uniti svolgendo, per tale incarico, numerose missioni anti-terroristiche e ricevendo la promozione a tenente colonnello, nonché una nuova armatura: la "Iron Man 2.0" con la quale prende parte anche agli eventi del periodo della paura.
Durante la missione di Tony fuori dal sistema solare assieme ai Guardiani della Galassia, Rhodey viene contattato da Coulson affinché diventi il nuovo Iron Patriot, mettendosi alla testa di una armata di droni che, in seguito, vengono però ridipinti coi colori di War Machine.

### Morte
Dopo gli eventi di Secret Wars, Rhodes inizia una relazione con Carol Danvers, membro degli Ultimates e leader della nuova formazione degli Alpha Flight; dopo aver collaborato con Iron Man per smantellare un'organizzazione sovversiva giapponese comandata dal Techno-Golem (una ragazza in grado di manipolare a piacimento ogni tipo di tecnologia), troverà la morte combattendo insieme agli Ultimates contro Thanos, giunto sulla Terra alla ricerca del Cubo Cosmico.

## Poteri e abilità
Rhodes è un eccellente meccanico, un abile stratega ed un marine finemente addestrato nel combattimento corpo a corpo, nell'uso delle armi da fuoco, nelle tecniche d'aviazione e in quelle sopravvivenza anche in condizioni estreme.
Nel corso degli anni ha inoltre utilizzato diverse armature, generalmente create da Stark.

### Armature
Armatura Iron Man Mark V:
- Prima apparizione: Iron Man (vol. 1) n. 85 (aprile 1976)

La prima armatura indossata da Rhodey, durante il periodo in cui ha vestito i panni di Iron Man è un modello in fibra di carbonio e acciaio alimentato ad energia solare che, oltre ad aumentare le capacità fisiche di chi la indossa, è dotata di raggi repulsori su entrambi i palmi delle mani nonché dall'uni-raggio (una potente emissione d'energia dal generatore sul petto).
Armatura War Machine I e II:
- Prima apparizione: Iron Man (vol. 1) n. 282 (settembre 1992)

L'armatura "Variable Threat Response Battle Suit, Model XVI, Mark I" inizialmente creata da Stark per neutralizzare dei criminali immuni ai suoi raggi repulsori e in seguito donata Rhodey, oltre ad essere dotata dei suddetti raggi, ad aumentare forza e velocità dell'idossatore e a garantire una resistenza tale da potersi assimilare all'invulnerabilità, possiede un sistema di puntamento automatico e armamenti pesanti specifici quali: il tri-raggio (raggio laser multi-banda: traente, olografico e ultravioletto) produttore di campo magnetico, lanciamissili di vario tipo (spalla destra), mitragliatrice Gatling (spalla sinistra), mitragliatrice a due canne (entrambi i polsi), lanciafiamme (polso destro), lama al plasma (polso sinistro), scudo magnetico (entrambi i polsi), caricatore di particelle per armi laser, nonché un dispositivo di volo tramite stivali propulsori, un sistema di respirazione autonomo e sonde estensibili.
In seguito sono state presentate due varianti dell'armatura: la "Mark I-A", dotata di raggio al plasma, emettitore di radiazioni e respiratore subacqueo e la Mark I-B, dotata di dispositivo d'autodistruzione. Mentre la seconda versione, la "Mark II", per aspetto molto simile alla prima è dotata di migliorie quali: missili intelligenti, emettitore di pulsazioni, arsenale retrattile nella schiena e varie armi non letali.
Armatura Eidolon Warwear:
- Prima apparizione: War Machine (vol. 1) n. 18 (settembre 1995)

La Eidolon Warwear è una bio-armatura simbiotica di origine aliena che conferisce a Rhodes forza, agilità e resistenza sovrumana nonché di volare e sopravvivere fuori dall'atmosfera terrestre.
Grazie alla sua natura mutaforma quando non è "attiva" si miniaturizza in un tatuaggio maṇḍala sul petto dell'uomo che, per indossarla, deve semplicemente toccarlo. Generalmente il braccio destro è in grado di trasformarsi in un'arma simile a una spada, mentre il sinistro in un cannone laser ma in realtà è in grado di creare qualsiasi tipo d'arma di cui l'indossatore abbia bisogno nonché di liberare vari tipi di energia o onde d'urto, fungere da sensore, connettersi ai sistemi elettronici, creare scudi di energia e droni capaci di eseguire comandi basilari autonomamente.
Armatura Sentinel Squad:
- Prima apparizione: Sentinel Squad O*N*E (vol. 1) n. 1 (marzo 2006)

L'armatura indossata da Rhodey durante il periodo passato con la Squadra Sentinelle, è un'ufficiosa War Machine "Mark III" che ne combina il design originale con quello delle Sentinelle tramite miglioramenti apportati alla tecnologia S.H.I.E.L.D. dallo stesso Tony Stark. In questo periodo l'uomo pilota inoltre una gigantesca Sentinella nota col nome in codice di "War Machine".
Armatura Stanetech:
- Prima apparizione: Avengers: The Initiative (vol. 1) n. 1 (marzo 2007)

L'armatura "Mark IV", dotata di armamenti pesanti in maniera simile all'originale è basata sulla tecnologia di Obadiah Stane di modo da renderla immune ad eventuali attacchi operati con mezzi tecnologici delle Stark Industries. Realizzata in una lega mista di titanio e vibranio del Wakanda, l'armatura contiene numerosi supporti vitali dediti al sostentamento delle protesi cibernetiche di Rhodes. I miglioramenti bellici prevedono una modalità stealth, un dispositivo di sopravvivenza subacqueo e iperspaziale, generatore sonico, emettitore di pulsazioni, mitragliatrici, lanciarazzi, granate, "uni-raggio", interazione coi sistemi elettronici e la capacità di auto-migliorarsi integrando altre armi e tecnologie. Dopo che la coscienza di Rhodey viene trasferita in un clone del suo corpo originale, viene realizzata una versione non cibernetica dell'armatura.
Armatura War Machine V:
- Prima apparizione: Secret Avengers (vol. 2) n. 1 (maggio 2010)

La "Variable Threat Response Battle Suit, Mark V", simile nel design alla versione cinematografica riprende armamenti mostrati nelle versioni precedenti quali mitragliatrici e lanciarazzi sulle spalle.
Armatura War Machine Iron Man 2.0:
- Prima apparizione: Iron Man 2.0 (vol. 1) n. 3 (giugno 2011)

La versione Iron Man 2.0 dell'armatura di War Machine, a differenza delle versioni precedenti, non presenta alcun visibile armamento pesante e, al contrario è d'aspetto agile e sottile in quanto pensata per l'infiltrazione e le manovre furtive. Di colore argento metallizzato con dettagli neri, è dotata di dispositivo mimetico, del dispositivo di intangibilità di Spettro, nonché della capacità di incrementare il suo volume ed estrarre un'enorme quantità di armi nascoste. Tuttavia si rivela afflitta da numerosi difetti: la tendenza a incepparsi dei raggi repulsori, il disorientamento del pilota quando è attivo il dispositivo mimetico e l'impossibilità di attivare contemporaneamente quest'ultimo e la modalità intangibile.
Armatura Iron Patriot:
- Prima apparizione: Gambit (vol. 3) n. 13 (maggio 2013)

Armatura di War Machine dipinta con colori ispirati all'Iron Patriot di Norman Osborn, oltre a possedere l'armamentario pesante della "Mark V" e le capacità mimetiche della "2.0", l'armatura dispone di generatori d'energia elettrica incapacitanti e del controllo su un esercito di droni.

## Altre versioni

### 1602
In 1602, Rhodes è un moro al servizio di Lord Iron.

### Amalgam
Nell'universo Amalgam, Stewart Rhodes (unione tra James Rhodes e John Stewart) è un pilota esperto di meccanica impiegato nella società aeronautica di Hal Stark/Iron Lantern (unione tra Hal Jordan e Tony Stark) di cui conosce l'identità segreta.

### Marvel Noir
Nella serie Iron Man Noir, James "Jimmy" Rhodes è un amico ed assistente di Tony che, verso la fine della narrazione sviluppa un'armatura simile alla sua e dotata di mitragliatrice.

### Marvel Zombi
Nella serie Marvel Zombi, Rhodey è presente in ognuno degli spin-off ed è uno dei pochi personaggi che riesce a sopravvivere fino alla fine della storia senza venire zombieficato, assumendo il ruolo di nuovo Iron Man ed amputandosi le parti del corpo infettate dai morsi degli zombie fino a trasformarsi in una sorta di cyborg.

### MC2
Nel futuro alternativo di MC2, Rhodey si è sottoposto a un trattamento sperimentale a base di naniti che gli ha conferito forza sovrumana e invulnerabilità riducendolo però a poco più di un automa privo di personalità.

### Ultimate
Nell'universo Ultimate, Rhodes è un compagno di studi di Tony con cui questi stringe amicizia al liceo ed assieme al quale sviluppa una coppia di armature (Iron Man e War Machine) con le quali sventano i piani criminali di Loni e Obadiah Stane; sebbene tale versione si scopra poi essere solo un romanzato film TV sulla vita degli Stark.
Il vero James Rhodes è un colonnello agli ordini di Nick Fury che, per motivi ignoti, sembra portare rancore verso Stark ed è noto come "War Machine" per la sua spietatezza e per la potente armatura che indossa. Opera il reclutamento forzato di Capitan America ed altri superumani durante la riattivazione del "Programma: Avengers" dimostrando di non farsi scrupoli nemmeno a minacciare bambini o ferire degli innocenti, tanto che la sua sola preoccupazione sembra essere non creare uno "scandoalo politico". Si riconcilia con Iron Man nel momento in cui questi deve affrontare il Mandarino.

### U.S. War Machine
Nella miniserie in bianco e nero U.S. War Machine, edita da Marvel MAX, viene presentato un Rhodey più violento e crudele che viene licenziato da Stark dopo aver ucciso a sangue freddo alcuni membri dell'A.I.M.. Successivamente contattato da Nick Fury, l'uomo viene messo a capo di un'unità di agenti dotati di armature ricavate dallo S.H.I.E.L.D. sulla base della tecnologia della sua. Tale gruppo, chiamato "U. S. War Machine" e composto, tra gli altri, da Dum Dum Dugan, Parnell Jacobs e Sheva Joseph, viene mandato in missione contro l'A.I.M. e l'HYDRA.
Nel sequel, U. S. War Machine 2.0, l'unità ingaggia una guerra privata con la squadra d'élite assemblata da Stark, furioso della loro esistenza tuttavia, in seguito, i due gruppi collaborano, anche assieme a Capitan America, Sam Wilson e Clint Barton per impedire al Dottor Destino di far esplodere il London Eye.

## Altri media

### Animazione
- Nel film d'animazione Ultimate Avengers 2 (2006), Tony Stark indossa brevemente l'armatura di War Machine.
- War Machine compare nel film animato L'invincibile Iron Man (2007).
- War Machine compare nel film anime Iron Man: Rise of Technovore (2013).
- Il personaggio compare nel film animato direct-to-video Avengers Confidential: La Vedova Nera & Punisher (2014).

### Marvel Cinematic Universe

War Machine interpretato da Don Cheadle (in avanti a destra) in Iron Man 2 (2010)

Nel franchise del Marvel Cinematic Universe (MCU), James "Rhodey" Rhodes / War Machine esordisce in Iron Man interpretato da Terrence Howard; poi sostituito nel resto del franchise, a partire da Iron Man 2 da Don Cheadle, come supereroe con il nome da battaglia "War Machine". 
- In Iron Man (2008) Rhodey è un tenente colonnello della United States Air Force amico di vecchia data di Tony Stark e tramite tra le Stark Industries e l'esercito.
- In Iron Man 2 (2010) Rhodey, pressato dal governo per farsi consegnare l'armatura di Iron Man, nel momento in cui Tony dà prova di una condotta irresponsabile, gli requisisce un modello sperimentale (la Mark 2) di armatura che, in seguito, viene equipaggiata con armi Hammer (non tutte efficaci). Nel momento in cui Ivan Vanko attacca la Stark Expo lui e Tony si riappacificano e collaborano alla sconfitta del vendicativo terrorista. Alla fine della battaglia, volerà via con l'armatura.
- In Iron Man 3 (2013) Cheadle interpreta nuovamente Rhodes, costretto dal governo (per propaganda) a farsi riverniciare l'armatura di rosso, bianco e blu, nonché ad adottare il nuovo nome di battaglia di Iron Patriot, da lui stesso poco apprezzato. Con questa armatura Rhodey si mette alla ricerca del pericoloso terrorista conosciuto come il Mandarino. In seguito tornerà ad essere War Machine e con l'originale colorazione dell'armatura.[70]
- In Avengers: Age of Ultron (2015), Rhodey assiste gli Avengers durante la distruzione della Sokovia a causa di Ultron distruggendo i droni insieme ad Iron Man, e, in seguito, si unisce ufficialmente alla nuova formazione del gruppo supervisionata da Captain America e la Vedova Nera atterrando nel nuovo complesso degli Avengers.
- In Captain America: Civil War (2016) War Machine si schiera con la fazione di Iron Man e decide di firmare gli Accordi di Sokovia. Dopo un lungo inseguimento con la Pantera Nera, Steve Rogers, Bucky Barnes e Sam Wilson li arresterà tutti e quattro insieme ai poliziotti di Bucarest. Durante la battaglia in aeroporto contro la fazione di Captain America verrà ferito accidentalmente da Visione rischiando la paralisi; Tony gli fornisce dunque un esoscheletro per farlo tornare a camminare e Rhodey ribadisce di non essersi pentito della sua scelta.
- In Avengers: Infinity War (2018), insieme a Capitan America, Vedova Nera, Visione, Wanda Maximoff, Falcon e Bruce Banner decide di lasciare il complesso, violando gli accordi di Sokovia, e si reca nel Wakanda dove ricevono l'aiuto della Pantera Nera che con il suo esercito aiuta gli Avengers a contrastare l'esercito di Thanos. Prima che le difese del Wakanda vengano sorpassate, Rhodey, insieme a Falcon, bombarda le truppe degli Outriders. Quando il titano si reca sulla Terra affronta gli Avengers, Rocket e Groot riuscendo a sconfiggerli tutti facilmente. Dopo che il titano ha ottenuto tutte le gemme, con i suoi poteri fa dissolvere nel nulla metà popolazione dell'universo. Rhodey riesce a sopravvivere, non venendo incluso nella metà dell'universo destinata a sparire.
- In Captain Marvel (2019) appare nella scena dopo i titoli di coda e, insieme a Steve Rogers, Natasha Romanoff e Bruce Banner, trova il cerca persone di Nick Fury, e lo analizzano per capire a chi Fury ha inviato un messaggio. Poco dopo vengono raggiunti da Carol Danvers, alias Capitan Marvel.
- In Avengers: Endgame (2019), Rhodey si reca insieme ai suoi compagni all'interno del regno quantico, per tornare indietro nel tempo e recuperare le Gemme dell'Infinito e così annullare lo schiocco di Thanos. Insieme a lui c'è anche Nebula. Durante il bombardamento del complesso da parte di Thanos del 2014, rischia di venire schiacciato dalle macerie dell'edificio, ma verrà salvato da Ant-Man. Si riunirà con gli altri partecipando alla battaglia finale con una nuova armatura simile all'Iron Patriot. Sconfitto il titano, Rhodey partecipa al funerale del suo amico Tony insieme a tutti gli Avengers.
- Rhodey compare nella miniserie televisiva The Falcon and the Winter Soldier (2021).
- War Machine compare anche nella prima serie animata dell'MCU What If...? (2021).
- Nella miniserie televisiva Secret Invasion (2023), Rhodey viene coinvolto da Nick Fury durante l'invasione aliena da parte dei mutaforma Skrull.
- In Armor Wars, Rhodey sarà il protagonista del film in cui deve affrontare una delle più grandi paure di Tony Stark quando la tecnologia della Stark Industries cadesse nelle mani sbagliate, insieme alla sua nuova e giovane alleata Riri Williams, alias Ironheart.

### Televisione
- War Machine è uno dei personaggi principali della serie animata Iron Man.
- Il personaggio ha un cameo in due episodi de Insuperabili X-Men.
- War Machine compare come guest-star in due episodi di Spider-Man - L'Uomo Ragno.
- È presente in un episodio della serie animata L'incredibile Hulk.
- Nella serie Iron Man: Armored Adventures, Rhodey è un adolescente coetaneo di Tony e Patricia "Pepper" Potts ed assiste Iron Man dapprima solo come meccanico e, in seguito, direttamente sul campo con l'armatura di War Machine.
- Il personaggio compare in un episodio di Super Hero Squad Show.
- Rhodey compare nella serie animata Avengers - I più potenti eroi della Terra indossando però l'armatura di War Machine in soli tre episodi.
- L'armatura di War Machine ha un cameo in un episodio di Avengers Assemble come potenziale scelta d'armatura di Sam Wilson, che però sceglie infine la "Falcon" ritenendola più adatta a sé.
- War Machine compare nell'anime Disk Wars: Avengers.

### Videogiochi
- War Machine compare come personaggio giocabile in Marvel vs. Capcom: Clash of Super Heroes.
- War Machine compare come personaggio giocabile in Marvel vs. Capcom 2: New Age of Heroes.
- War Machine compare come skin di Iron Man in X-Men Legends II: L'Era di Apocalisse.
- War Machine compare come skin di Iron Man in Marvel: La Grande Alleanza.
- Rhodey Rhodes compare in Iron Man, tratto dall'omonimo film.
- War Machine compare in Marvel: La Grande Alleanza 2.
- War Machine compare come personaggio giocabile in Marvel Super Hero Squad.
- War Machine compare in Iron Man 2, tratto dall'omonimo film.
- War Machine compare come personaggio giocabile in Marvel vs. Capcom 3: Fate of Two Worlds.
- War Machine compare come personaggio giocabile in Ultimate Marvel vs. Capcom 3.
- War Machine compare come personaggio giocabile in Marvel Super Hero Squad Online.
- War Machine compare come personaggio giocabile in Marvel: Avengers Alliance.
- War Machine/Iron Patriot compare come personaggio giocabile in LEGO Marvel Super Heroes.
- War Machine compare come personaggio giocabile in Marvel Heroes.
- Iron Patriot compare in Disney Infinity 2.0: Marvel Super Heroes.
- War Machine compare come personaggio giocabile in Marvel: Sfida dei campioni.
- Iron Patriot compare come personaggio giocabile in Marvel Future Fight.
- War Machine compare in Marvel Avengers Academy.
- War Machine compare come personaggio giocabile in LEGO Marvel's Avengers.
- War Machine compare come personaggio giocabile in LEGO Marvel Super Heroes 2.